# Імені Абилхаїра Баймульдіна
імені Абилхаї́ра Байму́льдіна (каз. Әбілқайыр Баймолдин ат.с.) — село у складі Аккулинського району Павлодарської області Казахстану. Адміністративний центр Баймульдінського сільського округу.
Населення — 424 особи (2021; 455 у 2009, 633 у 1999, 969 у 1989).
Національний склад станом на 1989 рік:
- казахи — 44 %
- росіяни — 29 %

До 2007 року село називалось Восточне.